# Уразалин, Ондасын Сеилович
Ондасын Сеилович Уразалин (каз. Оразалин Оңдасын Сейілұлы; 6 ноября 1963, г. Актюбинск, Актюбинская область) — казахстанский политик, аким Актюбинской области (26.02.2019 — 31.08.2022).

## Биография

### Образование
- Актюбинский педагогический институт (1985)
- Казахский государственный университет имени аль-Фараби (1991)

## Трудовой стаж
- Преподаватель Актюбинского пединститута (1985—1988);

- Секретарь комитета комсомола Актюбинского педагогического института (1988—1990);

- Начальник отдела рекламного информационно-коммерческого агентстваТОО «РИКА-ТВ» (1990—1993);

- Председатель правления ОАО «Банк-РИКА» (1993—1999);

- Председатель правления ЗАО «Облтрансгаз», ЗАО «Актобегаз» (1999—2000);

- Аким Мугалжарского района Актюбинской области (2000—2003);

- Начальник Актюбинского областного управления внешнеэкономических связей и инвестиций (2003—2004);

- Директор департамента внутренней политики Актюбинской области (09.2004-09.2005);

- Заместитель акима Актюбинской области (09.2005-11.2006);

- Государственный инспектор Отдела государственного контроля и организационной работы Администрации Президента Республики Казахстан (2006—2007);

- Заместитель заведующего Отделом государственного контроля и организационной работы Администрации Президента Республики Казахстан (2007—2008);

- Заместитель заведующего Отделом государственного контроля и организационно-кадровой работы Администрации Президента Республики Казахстан (03.2008-10.2008);

- Заместитель заведующего Отделом государственного контроля и организационно-территориальной работы Администрации Президента Республики Казахстан (2008-05.2014);

- Заведующий Отделом государственного контроля и организационно-территориальной работы Администрации Президента Республики Казахстан (05.2014-22.03.2017);

- Заместитель Руководителя Администрации Президента Республики Казахстан (22.03.2017-02.2019);

- Аким Актюбинской области (с 26.02.2019 - 31.08.2022)[1]

### Прочие должности
- Член Национальной комиссии по реализации программы модернизации общественного сознания при Президенте Республики Казахстан (с 17.04.2017)

## Государственное и международное признание
- Орден «Құрмет» (2008)
- Орден «Парасат» (2014)[2]